# Alun Armstrong

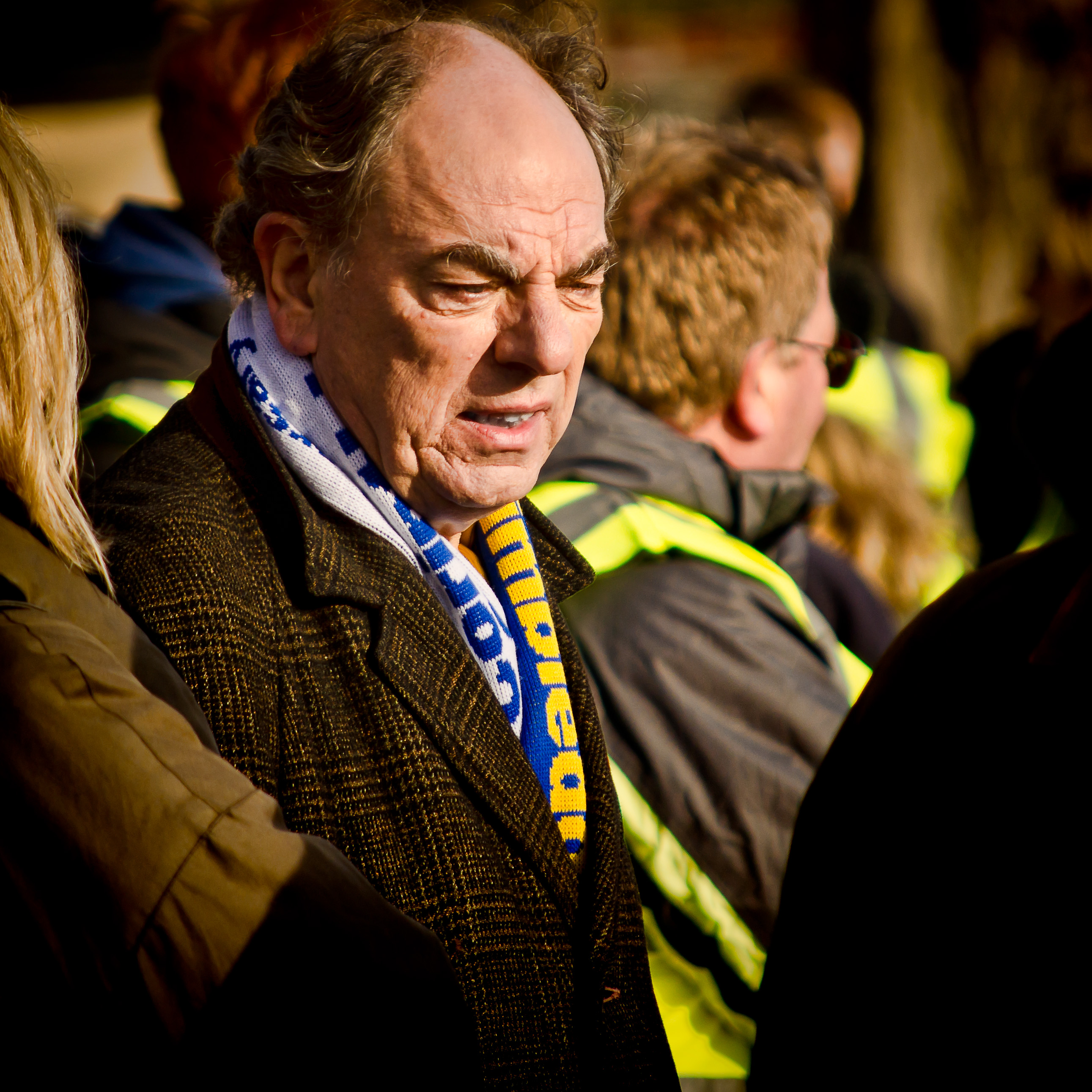
Alun Armstrong (2012)

Alun Armstrong (* 17. Juli 1946 in Doncaster, South Yorkshire) ist ein britischer Film- und Theaterschauspieler.

## Leben
Alun Armstrong wurde als Sohn methodistischer Eltern geboren. Sein Vater arbeitete in einem Bergwerk. In der Schule wurde ihm von einem Lehrer empfohlen, Schauspielunterricht zu nehmen. Dies setzte er während seiner Zeit in der Oberstufe in die Tat um und trat in dem Shakespeare-Stück Der Widerspenstigen Zähmung in einer Rolle auf. Später studierte Armstrong an der Newcastle University Kunst, brach jedoch das Studium ab, da er sich den Anforderungen nicht gewachsen fühlte.
Zunächst übte er Jobs wie Maurer und Totengräber aus, entschloss sich dann jedoch, es noch einmal mit der Schauspielerei zu versuchen, und nahm in einem Theater eine Anstellung als Assistent an. Es folgten erste Sprechrollen bei BBC Radio 4. 1971 erfuhr er von einer Verfilmung, die in Newcastle gedreht wurde, und traf sich mit dem Regisseur Mike Hodges zum Casting. Tatsächlich bekam er eine Rolle und gab sein Debüt in dem Kriminalfilm Jack rechnet ab.
In den Jahren darauf folgten weitere Filme wie Die Brücke von Arnheim und Krull. In Mel Gibsons Braveheart spielte er 1995 den schottischen Verräter Mornay und 2002 in Die Mumie kehrt zurück den Leiter des finsteren Ägyptischen Kultes. Des Weiteren war er auch in Filmen wie Sleepy Hollow oder Van Helsing zu sehen. In der Fantasyverfilmung Eragon – Das Vermächtnis der Drachenreiter von 2006 hat er zudem die Rolle des Onkel Garrow übernommen.
Armstrong war neun Jahre bei der Royal Shakespeare Company in Stratford und London, wo er in der Rolle des Mr. Squeers in Nicholas Nickleby glänzte und als Monsieur Thenardier in der Originalbesetzung von Les Misérables auftrat. Weitere Bühnenstücke, in denen er mitwirkte, sind u. a. Der Sturm, Das Wintermärchen und Hexenjagd. Ab April 2006 war er wieder auf Londoner Bühnen zu sehen, und zwar in Trevor Nunns neuer Produktion The Royal Hunt of the Sun im National Theatre.
Als Fernsehschauspieler konnte Armstrong bisher über 80 Rollen für sich verbuchen. So war er ganze sechs Mal in verschiedenen Adaptionen von Charles Dickens’ Werken wie Oliver Twist und David Copperfield zu sehen. In der BBC-Serie New Tricks – Die Krimispezialisten spielte er von 2003 bis 2015 die Rolle des verschrobenen aber hochintelligenten Brian Lane. In der BBC-Dramareihe Our Friends in the North verkörperte er Austin Donohue, einen Charakter, der auf der Karriere des Politikers Thomas Daniel Smith basiert. In der BBC-Adaption von Bleak House war er der Inspector Bucket.
Alun Armstrong ist verheiratet und Vater von drei Söhnen: Tom, Joe und Dan. Joe Armstrong ist ebenfalls Schauspieler und stand zusammen mit seinem Vater 2003 und 2010 bereits zweimal in Fernsehproduktionen vor der Kamera. Sein Sohn Dan war Keyboarder der Band Clock Opera. Alun Armstrong wirkte in deren Musikvideo zum Titel The Lost Buoys mit.

## Filmografie (Auswahl)
- 1971: Jack rechnet ab (Get Carter)
- 1975: Die Füchse (The Sweeney, Fernsehserie, 1 Folge)
- 1976: Mit Schirm, Charme und Melone (The New Avengers, Fernsehserie, 1 Folge)
- 1977: Die Brücke von Arnheim (A Bridge Too Far)
- 1977: Die Duellisten (The Duellists)
- 1981: Die Geliebte des französischen Leutnants (The French Lieutenant’s Woman)
- 1983: Krull
- 1985: Billy the Kid and the Green Baize Vampire
- 1989: The Child Eater (Kurzfilm)
- 1990: Weißer Jäger, schwarzes Herz (White Hunter Black Heart)
- 1991: Amerikanische Freundinnen (American Friends)
- 1992: Die Stunde der Patrioten (Patriot Games)
- 1992: Eine schrecklich nette Familie (Fernsehserie, 3 Folgen)
- 1992: Inspektor Morse, Mordkommission Oxford (Inspector Morse, Fernsehserie, 1 Folge)
- 1994: MacGyver – Endstation Hölle (MacGyver: Trail to Doomsday)
- 1994: Black Beauty
- 1995: Braveheart
- 1995: Eine sachliche Romanze (An Awfully Big Adventure)
- 1996: Our Friends in the North
- 1997: The Saint – Der Mann ohne Namen (The Saint)
- 1998: In the Red (Fernsehfilm)
- 1999: Onegin – Eine Liebe in St. Petersburg (Onegin)
- 1999: Sleepy Hollow
- 1999: David Copperfield (Fernsehfilm)
- 2000: Lebenszeichen – Proof of Life (Proof of Life)
- 2001: Die Mumie kehrt zurück (The Mummy returns)
- 2003: It’s All About Love
- 2003–2015: New Tricks – Die Krimispezialisten (New Tricks, Fernsehserie)
- 2004: Van Helsing
- 2004: Millions
- 2005: Oliver Twist
- 2005: Bleak House
- 2006: Eragon – Das Vermächtnis der Drachenreiter (Eragon)
- 2012: Das Geheimnis des Edwin Drood (The Mystery of Edwin Drood, Fernsehfilm)
- 2016–2018: Frontier (Fernsehserie, 17 Folgen)
- 2018: Possum
- 2020–2023: Breeders (Fernsehserie)